# Азнаєво (Ішимбайський район)
Азна́єво (рос. Азнаево, башк. Аҙнай) — присілок у складі Ішимбайського району Башкортостану, Росія. Входить до складу Іткуловської сільської ради.
Населення — 278 осіб (2010; 302 в 2002).
Національний склад:
- башкири — 100%